# 石榴屬
石榴屬是千屈菜科下的一个小属，包含2种：石榴與索科特拉野石榴。

## 分類
石榴屬曾被獨立為石榴科（Punicaceae），不过近期的种系发生学研究表明石榴属应置于千屈菜科（Lythraceae）下，被子植物种系发生学组也承认此分类方法。
石榴屬包括以下物種：
- 石榴 Punica granatum L.
- 索科特拉野石榴 Punica protopunica Balf.fil.
- Punica sinensis Lavallée

石榴原生於歐洲或中亞，現在廣泛栽培於全世界。索科特拉野石榴是索科特拉岛上的特有种，不同之处在于石榴花为红色，而索科特拉野石榴花为粉红色，而且索科特拉野石榴的果实比石榴小，甜度也相对低。

## 形態
落叶灌木或小乔木。枝條末端常形成棘刺。
葉對生或亞對生，有時團簇於側枝。單葉，全緣，無托葉。